# آل هرینگتون
آل هرینگتون (انگلیسی: Al Harrington؛ زادهٔ ۱۷ فوریهٔ ۱۹۸۰) بازیکن بسکتبال اهل ایالات متحده آمریکا است.
از باشگاه‌هایی که در آن بازی کرده‌است می‌توان به آتلانتا هاوکس، اورلندو مجیک، نیویورک نیکس، ایندیانا پیسرز، گلدن استیت واریرز، و دنور ناگتس اشاره کرد.